# Atsushi Ichimura
Atsushi Ichimura (市村 篤司 Ichimura Atsushi?, nacido el 18 de noviembre de 1984 en Hokkaido) es un futbolista japonés que se desempeña como defensa.

## Trayectoria

### Clubes
| Club              | País  | Año         |
| ----------------- | ----- | ----------- |
| Consadole Sapporo | Japón | 2003 - 2004 |
| Roasso Kumamoto   | Japón | 2005 - 2012 |
| Yokohama FC       | Japón | 2013 - 2016 |
| Kamatamare Sanuki | Japón | 2017 -      |

## Estadística de carrera

### J. League
| Club              | Año   | J. League | J. League | Copa J. League | Copa J. League | Total | Total |
| Club              | Año   | Part.     | Goles     | Part.          | Goles          | Part. | Goles |
| ----------------- | ----- | --------- | --------- | -------------- | -------------- | ----- | ----- |
| Consadole Sapporo | 2003  | 5         | 0         | -              | -              | 5     | 0     |
| Consadole Sapporo | 2004  | 34        | 1         | -              | -              | 34    | 1     |
| Roasso Kumamoto   | 2008  | 38        | 1         | -              | -              | 38    | 1     |
| Roasso Kumamoto   | 2009  | 48        | 2         | -              | -              | 48    | 2     |
| Roasso Kumamoto   | 2010  | 17        | 2         | -              | -              | 17    | 2     |
| Roasso Kumamoto   | 2011  | 35        | 1         | -              | -              | 35    | 1     |
| Roasso Kumamoto   | 2012  | 25        | 1         | -              | -              | 25    | 1     |
| Yokohama FC       | 2013  | 7         | 0         | -              | -              | 7     | 0     |
| Yokohama FC       | 2014  | 30        | 2         | -              | -              | 30    | 2     |
| Yokohama FC       | 2015  | 36        | 0         | -              | -              | 36    | 0     |
| Yokohama FC       | 2016  | 29        | 1         | -              | -              | 29    | 1     |
| Kamatamare Sanuki | 2017  | 18        | 0         | -              | -              | 18    | 0     |
| Total             | Total | 322       | 11        | 0              | 0              | 322   | 11    |